# Konstantin Preobrazhensky
Konstantin Georgiyevich Preobrazhenskiy (em russo: Константин Георгиевич Преображенский; nascido em 1953 em Moscou) é um ex-tenente-coronel da KGB, especialista em inteligência e autor de vários livros e numerosos artigos sobre as organizações da polícia secreta russa.
Preobrazhenskiy é conhecido por suas publicações sobre as operações da KGB no Japão, o recrutamento de emigrantes russos pelo Serviço de Inteligência Estrangeira da Rússia e a infiltração da Igreja Ortodoxa Russa pela KGB/ Serviço Federal de Segurança (FSB).
Após seus serviços na KGB, em 1991, começou a escrever sobre sua atuação no Japão. Desde janeiro de 2003 esta exilado politicamente nos Estados Unidos.

## Carreira na KGB
Preobrazhenskiy se formou no Instituto de Países Asiáticos e Africanos da Universidade Estadual de Moscou em 1976 e começou a trabalhar no departamento de Inteligência Estrangeira da KGB. Foi assessor sobre China, Japão e Coreia de Leonid Zaitsev, Chefe da Inteligência Científica e Técnica (Diretoria “T”), na Primeira Diretoria Principal. i o io io iooi iooioioi
Em 1980-85, Preobrazhenskiy trabalhou disfarçado como correspondente da TASS na estação da KGB em Tóquio. Ele recrutou estudiosos chineses para a Inteligência Científica e Técnica soviética. Em julho de 1985, a polícia japonesa o prendeu em uma reunião com seu agente chinês e ele foi transferido de volta para Moscou. Ele descreveu esses eventos no livro “The Spy Who Loved Japan” publicado em 1994.

## Escritor e jornalista
Em 1991, Preobrazhenskiy deixou a KGB e começou a escrever livros e artigos sobre os serviços de segurança do estado russo e sobre vários assuntos políticos. Em 1993–2002, trabalhou como colunista do jornal Moscow Times.
Ele fugiu para os Estados Unidos em janeiro de 2003, após vários episódios de assédio por parte dos serviços de segurança do Estado russo. Ele recebeu asilo político em março de 2006.
Ele é um convidado regular do Voice of America e foi palestrante nas universidades de Columbia, Georgetown e Johns Hopkins, bem como palestrante convidado no The Intelligence Summit . Seu livro mais recente é intitulado " KGB/FSB's New Trojan Horse: Americans of Russian Descent "

## Livros
- Japão desconhecido . Преображенский К.Г. Неизвестная Япония. - М.: АО "Япония сегодня", 1993. - 286 с.: ил.
- KGB no Japão. Espião que amava Tokio. Преображенский, Константин Георгиевич. КГБ в Японии. Шпион, который любил Токио. - М. : Центрполиграф, 2000. - 455, [2] с., [4] л. портр. : il. - (Секретная папка).
- Back from the Dead: The Return of the Evil Empire, com Cliff Kincaid of Accuracy in Media, JR Nyquist e Toby Westerman, Amazon Standard Identification Number =B00MHGG784 (2014)